# Mellivora
Mellivora (лат.) — род хищных млекопитающих из семейства куньих, Включает один современный вид — медоеда, обитающего в Африке и в Азии. Кроме того, известны два вымерших вида. Ископаемые виды встречались в Африке, Азии и в Южной Европе.

## Таксономия
Род Mellivora, вероятно, произошел от более примитивного Promellivora punjabiensis из Индии (который сам ранее классифицировался как Mellivora punjabiensis). Два рода объединены в трибу Eomellivorini вместе с вымершими гигантскими куньими Eomellivora и Ekorus.
Mellivora benfieldi считается вероятным предком современного медоеда.

## Виды
- Mellivora capensistypus
- †Mellivora benfieldi
- †Mellivora sivalensis